# Čech
Pour les articles homonymes, voir Čech (homonymie).
Čech est une figure mythique qui a donné son nom aux Tchèques. C'est lui qui aurait fait venir les premiers Tchèques en Bohême, après un long parcours.

## Légende
Selon la légende, Čech et ses frères Lech et Rus vivaient dans les terres de la Croatie blanche (dans l'actuelle Pologne méridionale, Bohême et Slovaquie). Les  guerres devenaient de  plus en plus fréquentes. Un jour, ils décidèrent de quitter ces troubles. Ils réunirent leurs clans respectifs et partirent vers l'ouest.

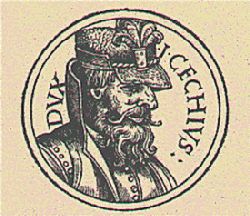
Čech

Ils marchèrent longtemps à travers de profondes forêts et des marais. Ils durent affronter quelques autochtones, qui leur bloquaient vaillamment la route. Les gens étaient épuisés et commencèrent à se plaindre. Čech montra une grande montagne et déclara qu'ils se reposeraient à son flanc. Ils l'atteignirent et la nommèrent Říp. Le second jour Čech la gravit. Il vit les forêts, les plaines et les rivières de cette contrée. Il annonça ce qu'il avait vu. Le peuple gravit la montagne et constata ce que Čech avait vu. Ils décidèrent de rester sur ces terres. Ils la nommèrent selon le nom de leur chef : Tchéquie. Čech remercia son peuple, s'agenouilla, embrassa la terre et la bénit.
Čech régna sur les tribus tchèques. Celles-ci commencèrent à labourer les champs, à créer des villages et à vivre en clans. Lech cependant décida de quitter ce pays. Il partit plus loin à l'Est avec son propre clan.
Après 30 ans de vie heureuse dans ce pays, Čech, âgé de 86 ans, mourut. Tous le pleurèrent. Il fut immolé sur un bûcher. L'emplacement devint sacré.
Le second chef de la tribu tchèque fut Croc de Bohême.
Ainsi Lech aurait fondé la Pologne (aussi appelée poétiquement Lechia), Rus la Ruthénie, et Čech la Tchéquie.